# Тополі (Болгарія)
Топо́лі (болг. Тополи) — село у Варненській області Болгарії. Входить до складу общини Варна.

## Населення
За даними перепису населення 2011 року у селі проживали 3148 осіб.
Національний склад населення села:
| Національність   | Кількість осіб | Відсоток |
| ---------------- | -------------- | -------- |
| болгари          | 2768           | 97,5%    |
| турки            | 45             | 1,6%     |
| цигани           | 5              | 0,2%     |
| інша             | 17             | 0,6%     |
| не визначились   | 4              | 0,1%     |
| Всього відповіли | 2839           |          |

Розподіл населення за віком у 2011 році:
Динаміка населення: